# Nasushiobara, Tochigi
Nasushiobara (那須塩原市 Nasushiobara-shi) là một thành phố thuộc tỉnh Tochigi, Nhật Bản.